# غريندهووس (فلم)
غريندهووس هو فيلم رعب تم إنتاجه في الولايات المتحدة وصدر في سنة 2007. من بطولة روز مكغوان وفريدي رودريغز ومايكل بين وجيف فاهاي وجوش برولين.

## الميزانية والإيرادات
بلغت تكلفة إنتاج الفيلم حوالي 53 مليون دولار بينما حقق إيرادات تقدر بـ 25.4 مليون دولار.

## وصلات خارجية
- غريندهووس على موقع IMDb (الإنجليزية)
- غريندهووس على موقع ميتاكريتيك (الإنجليزية)
- غريندهووس على موقع روتن توميتوز (الإنجليزية)
- غريندهووس على موقع ألو سيني (الفرنسية)
- غريندهووس على موقع Turner Classic Movies (الإنجليزية)
- غريندهووس على موقع أول موفي (الإنجليزية)
- غريندهووس على موقع بوكس أوفيس موجو (الإنجليزية)
- غريندهووس على موقع قاعدة بيانات الفيلم (الإنجليزية)
- غريندهووس على موقع ليتربوكسد (الإنجليزية)
- غريندهووس على موقع كينوبويسك (الروسية)